# И врата
| УЛАЗ A B | УЛАЗ A B | ИЗЛАЗ A И B |
| 0        | 0        | 0           |
| 0        | 1        | 0           |
| 1        | 0        | 0           |
| 1        | 1        | 1           |

И врата или И коло, И капија (енгл. AND gate) су дигитална логичка врата чији излаз прати таблицу истине показану на лијевој страни. Логичка јединица „1“ се појављује само ако су оба улаза у стању логичке јединице „1“.
Једноставан примјер И логичке функције су 2 прекидача спојена серијски са батеријом и свјетлом у струјно коло. Само ако су оба укључена (логичка „1“), струја може да тече.

## Математичко-логичко разматрање
Видјети под Логичка конјункција.

## Симболи
Постоје 2 симбола за И коло, обични („војни“, „амерички“) и четвртасти (ИЕЦ).

## Хардверски опис и распоред пинова
И врата постоје у TTL и CMOS изведби као интегрална кола.
Примјер четвороструких И врата са по 2 улаза у дигиталном ЦМОС колу се види на слици.
Интегрална кола са И вратима од 3 и 4 улаза такође постоје.
- 4073: Трострука И врата са по 3 улаза
- 4082: Двострука И врата са по 4 улаза

## Замјена
Ако И коло није доступно, може се сложити из универзалних логичких НИ или НИЛИ кола, као и сва друга логика.
Као примјер, могу се узети једна НИ врата којима се на излаз споје друга НИ врата као инвертер.